# Teemu Wirkkala
Teemu Sakari Wirkkala (Kokkola, 14 gennaio 1984) è un giavellottista finlandese.

## Palmarès
| Anno | Manifestazione    | Sede       | Evento                 | Risultato | Prestazione | Note |
| ---- | ----------------- | ---------- | ---------------------- | --------- | ----------- | ---- |
| 2001 | Mondiali allievi  | Debrecen   | Lancio del giavellotto | Oro       | 76,18 m     |      |
| 2002 | Mondiali juniores | Kingston   | Lancio del giavellotto | 7º        | 70,98 m     |      |
| 2003 | Europei juniores  | Tampere    | Lancio del giavellotto | Oro       | 79,90 m     |      |
| 2005 | Europei U23       | Erfurt     | Lancio del giavellotto | 6º        | 74,97 m     |      |
| 2006 | Europei           | Göteborg   | Lancio del giavellotto | 13º (q)   | 79,05 m     |      |
| 2007 | Mondiali          | Osaka      | Lancio del giavellotto | 12º       | 78,01 m     |      |
| 2008 | Giochi olimpici   | Pechino    | Lancio del giavellotto | 5º        | 83,46 m     |      |
| 2009 | Mondiali          | Berlino    | Lancio del giavellotto | 9º        | 79,82 m     |      |
| 2010 | Europei           | Barcellona | Lancio del giavellotto | 5º        | 81,76 m     |      |
| 2012 | Europei           | Helsinki   | Lancio del giavellotto | nm (q)    | nm (q)      |      |
| 2013 | Mondiali          | Mosca      | Lancio del giavellotto | 16º (q)   | 79,50 m     |      |